# Christian Hildebrandt
Christian Hildebrandt (født 30. maj 1967 i Dragør) er en dansk komponist og dirigent og medstifter af Vesterbro Komponistforening. Medlem af Dansk Komponist Forening.
Han er til daglig lektor i matematik, fysik og musik.

## Værkliste

### Kor a cappella
- Stabat Mater (11 min, SATB, 1993-1994)
- Saligprisninger (6 min, SATBB, 1995)
- Kyrie (5 min., SATB, 1995)
- Salme 103 (4 min, SATB, 1994-1996)
- Fire Nordbrandt sange (5 min, SATB, 1997-1999)
- ode til tiden der kommer og danser (6 min, SATB, 1999)
- Kærlighedens Højsang (12 min, SSATB, 2000)
- Salme 23 (5 min, SATB, 2000)
- Adflictus sum (2 min, SATB, 2001)
- Ubi caritas (4 min, SATB, 2001)
- Credo (13 min, SSSAAATTTBBB, 2001)
- Lux aeterna (2 min, SATB, 2002)
- Oculi omnium (3 min, TTBB, 2002)
- Magnificat I ( 1½ min, SATBB, 2003)
- Sanctus (5 min, SSAATB, 2003)
- Efter Næsen (2 min., SAB, 2004)
- Alma Redemptoris Mater (6 min, SATB, 2004)
- Graduale (5 min, SSAATB, 2005)
- Sanctus på Skt. Stefans Dag (5 min., SSAATTBB, 2005)
- Choices (tekst: Mark Hillman, 2 min., SATB, 2006)
- Magnificat II – Magnificat Fragmente (3 min., SSAATTBB, 2006)
- Non sibi sed omnibus (tekst: Mark Hillman, 4 min., 2007)

### Andet
- Seks orgelstykker (8 min, 1992)
- Tre præludier (5 min, piano, 1993)
- ild (2 min, baryton, piano, 1993)
- Kyrie-Christe-Kyrie (5 min, strygekvartet, 1995)
- Elégie pour la mémoire (2 min, orgel, 2001)
- Credo (15 min., SATB og kammerorkester, 2001)
- Fuga (1½ min, strygekvartet, 2004)
- ilma on kaunis (3 min, baryton, piano, 2004)
- Symfoni nr. 1 (15 min. ork., 2005)
- Ost- westliche Quartette (10 min., cl, vln, vlc, pno, 2005)

## Ekstern henvisning
- www.hilc.dk
- Christian Hildebrandts hjemmeside